# Казади, Мвамба
Мва́мба Каза́ди (фр. Robert Kazadi Mwamba; 6 марта 1947, Элизабетвиль — 1996) — заирский футболист, вратарь. Двукратный победитель Кубка африканских наций.

## Биография
Первым успехом в карьере Казади стала победа в 1968 году на Кубке Африки, по результатам которого он получил приз лучшего игрока турнира. Шесть лет спустя, в 1976 году, заирцы вместе с Казади повторили этот успех.
В 1974 году сборная Заира впервые пробилась на чемпионат мира по футболу, который проходил в ФРГ. Казади был основным вратарём сборной. В первой игре с шотландцами он пропустил всего два гола, а во второй игре против Югославии уже к 20-й минуте он трижды был вынужден доставать мяч из сетки своих ворот. После этого он был заменён на Ндемби Тубиланду, который пропустил ещё 6 голов. В игре последнего тура с бразильцами Казади вновь вернулся в ворота сборной и пропустил от действующих чемпионов мира три мяча.
Всего за сборную Заира провёл 40 матчей.
В 2000 году международная федерация футбольной истории и статистики назвала Мвамба Казади вратарём века в сборной Демократической республики Конго.